# جام باشگاه‌های تهران ۱۳۳۸
جام باشگاه‌های تهران ۱۳۳۸ دوره‌ای از مسابقات جام باشگاه‌های تهران بود که در سال ۱۳۳۸ انجام شد و با قهرمانی تیم تاج به پایان رسید. در این فصل از بازی‌ها تیم دارایی دوم شد و شاهین نیز در جایگاه سوم قرار گرفت.
در این فصل از بازی‌ها تیم شعاع به علت تمرد از مقررات از بازی‌ها کنار گذاشته شد. و نتیجه سه بر صفر برای بازی در برابر شعاع در حساب دیگر تیم‌ها ثبت شد.

## جدول رده‌بندی
| رتبه | باشگاه      | بازی | برد | مساوی | باخت | گل‌زده | گل‌خورده | امتیاز |
| ---- | ----------- | ---- | --- | ----- | ---- | ----- | ------- | ------ |
| ۱    | تاج         | ۸    |     |       |      | ۳۰    | ۳       | ۲۱     |
| ۲    | دارایی      | ۸    |     |       |      | ۲۱    | ۴       | ۲۰     |
| ۳    | شاهین       | ۸    |     |       |      | ۳۷    | ۵       | ۲۰     |
| ۴    | کیان        | ۸    |     |       |      | ۱۶    | ۱۴      | ۱۶     |
| ۵    | نیروی هوایی | ۸    |     |       |      | ۱۴    | ۱۵      | ۱۵     |
| ۶    | سپه         | ۸    |     |       |      | ۱۷    | ۱۹      | ۱۴     |
| ۷    | آرارات      | ۸    |     |       |      | ۱۲    | ۳۴      | ۱۲     |
| ۸    | شرق         | ۸    |     |       |      | ۱     | ۴۱      | ۲      |
| ۹    | شعاع        | -    | -   | -     | -    | -     | -       | -      |

تیم شعاع به علت تمرد از مقررات از دور مسابقات کنار گذاشته شد.

منبع

## گلزنان برتر
| # | گلزنان | تعداد گل | تیم |
| - | ------ | -------- | --- |
| ۱ | _      | _        | _   |
| ۲ | _      | _        | _   |
| ۳ | _      | _        | _   |